# Офіс редакції B, Польського Телебачення
Офіс редакції B Польського телебачення   — постмодерністська офісна будівля, що належить Польському телебаченню, розташована на вул. Jana Pawła Woronicza, 17 у Варшаві.

## Опис
У будівлі Офісу редакції B Польського Телебачення розташовані кабінети управління, пульти керування антенами, а також студії звукозапису . Проєкт будинку постав на прохання Польського ТБ шляхом архітектурного конкурсу, що був організований Асоціацією польських архітекторів у 1997 році. Перше місце отримав консорціум ТОВ «DiM'84 Dom i Miasto» Чеслава Бєлецького та французької студії «Atelier d'Architecture — Karczewski & Bernier» .
Через складний контакт між французьким членом консорціуму та Польським ТБ, до проєкту приєдналася лише студія Бєлецького. Споруда збудована у 2001–2008 роках .
У 2006 році Вища Палата Контролю позитивно оцінила хід проведення архітектурного конкурсу, проте надала негативні зауваження щодо інвестиційного процесу та фінансової дисципліни під час здійснення інвестицій, включно з більш ніж триразовим підвищенням вартості будівництва  .

### Архітектура
Будівля репрезентує архітектуру постмодернізму і містить у собі свідомі та несвідомі цитати з творів Френка Гері, Тамари Лемпіцької, Володимира Татліна, а також поп-культури, як-от частина Вавилонської вежі з обкладинки Тайм (На зображенні розташована ліворуч), що символізує сучасний медіаринок . Проєкт був підданий критиці однаково як з точки зору функціональності, — наприклад, за невідповідальність стандартам ефективності, які очікують від офісної будівлі, зведеної на початку 21 століття, – так і з точки зору мистецтва (наприклад, критика з боку Ґжегожа Стясного та Ярослава Трибуша), оскільки будівля фактично перевантажена цитатами з інших архітектурних епох і не утворює єдиного цілого. За словами Ґжегожа Пьонтека, проєкт є своєрідним роздумом про стан та роль Польського ТБ у польському медійному дискурсі, де суспільне телебачення відіграє виключно комерційну роль  .
Передньою частиною фасаду будівля розвернена до вул. Samochodowej. На самому фасаді можна побачити нагромадження багатьох форм, у тому числі Вавилонську вежу (інтерпретовану як збільшений контрапункт до пандусів сусіднього гаража Депо Служби Здоров’я) і носову частину корабля. Північний фасад з боку вул. Воронич має форму півкулі й пішохідними містками з'єднується з комплексом будівель Польського ТБ, споруджених у ХХ ст., зі сходу. Перед будівлею також збудовано вимощену площу, що частково відіграє роль автостоянки .
Через виявлення ґрунтових вод на ділянці під час етапу реалізації, ідею будівництва підземної автостоянки було відкинуто. Натомість поруч збудовано окремий багатоповерховий гараж. 
Кабінет президента Польського ТБ декорував особисто керівник, Анджей Урбанський. 

## Нагороди
- 2008: Makabryła[7][8]